# Histoire de Sainte-Lucie

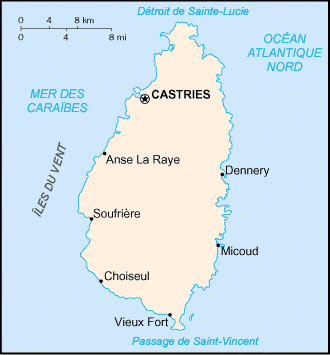
Carte actuelle de Sainte-Lucie.

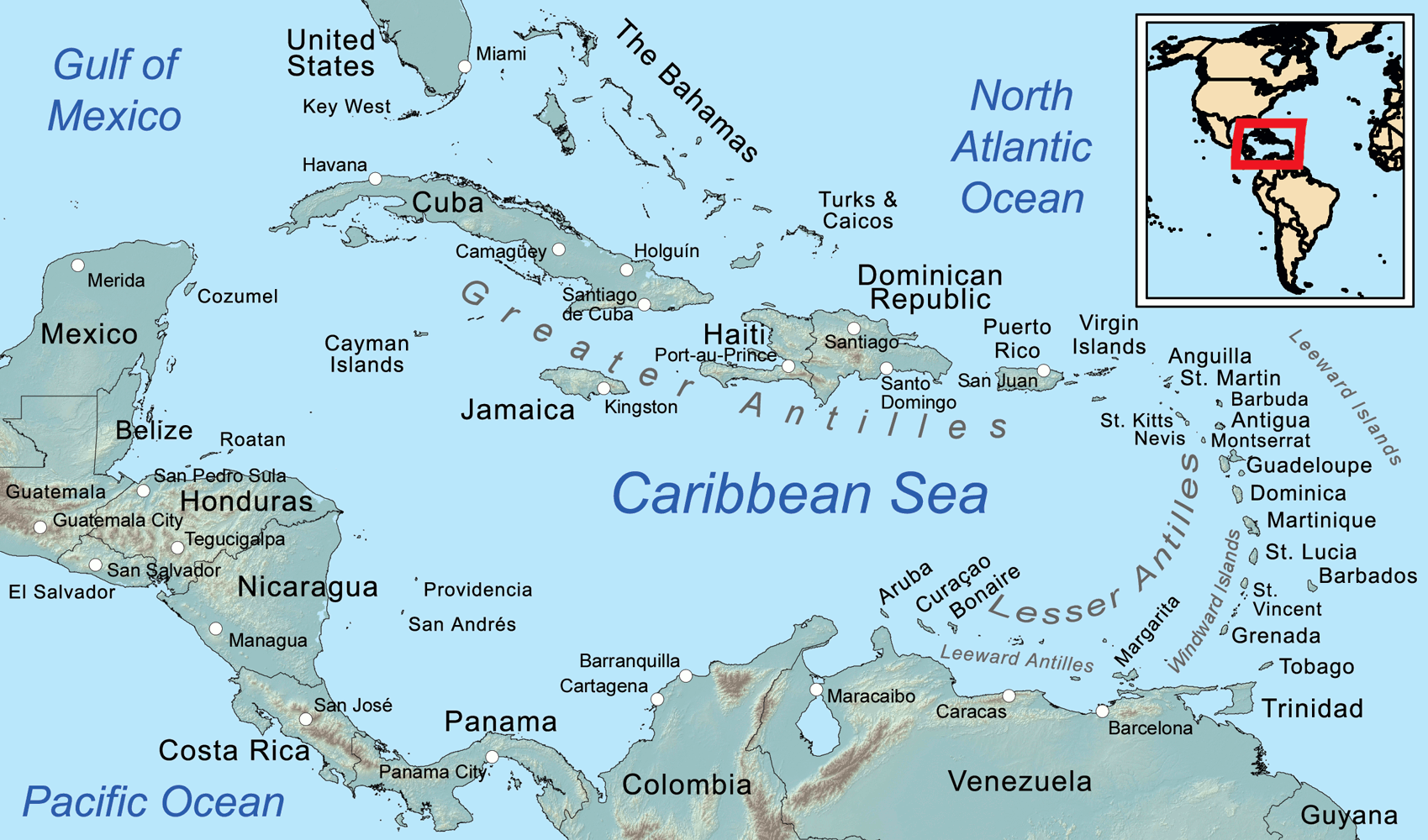
Carte des Caraïbes.

L'histoire de l'île Sainte-Lucie commence, côté européen, par la découverte de cette île volcanique par des navigateurs européens, vers 1500. Cette petite île volcanique (620 km2), est tardivement visitée, explorée. Entre 1600 et 1800, elle est colonisée par les Britanniques, les Français et les Néerlandais. La domination britannique, définitive dès 1803, prend fin en 1979 avec l'indépendance du pays.
La population de Sainte-Lucie approche en 2024 les 170 000 habitants, nommés Luciens ou Saint-Luciens, parlant anglais et/ou créole saint-lucien. Pour mémoire, les recensements britanniques enregistrent 20 694 personnes en 1843 et 100 893 en 1970. La répartition en 1833 était de 13 000 esclaves Noirs et 2 800 Noirs libres pour 2 300 Blancs.

## Avant 1500: peuplements indigènes
Les premiers habitants connus de Sainte-Lucie sont des Arawaks, dont on suppose qu'ils sont arrivés depuis le Nord de l'Amérique du Sud entre 200 et 400. De nombreux sites archéologiques de l'île ont produit des spécimens de poterie arawak.
Les Kalinagos (Caraïbes) remplacent graduellement les Arawaks entre 800 et 1000. Ils appellent l'île Hiwanarau, puis Hewanorra.

## Premiers contacts européens  (1492-1500)
Sainte-Lucie est découverte par les Espagnols au cours de leurs premiers voyages exploratoires, entre 1492 ou 1502, sans qu'ils s'y établissent. La découverte de l'île est généralement attribuée à un compagnon de Christophe Colomb, Alonso de Ojeda qui y aurait mouillé durant ses expéditions. Bien que les livres de bord ne mentionnent pas l'île, une carte  de 1500 dressée par Juan de la Cosa, faisant partie de l'expédition, la représente avec le nom de "El Falcon". Selon une légende, non étayée, Christophe Colomb l'aurait découverte le 13 décembre 1492, jour de Sainte-Lucie (Lucie de Syracuse).

## Rivalités colonisatrices européennes (1600-1803)
Les Néerlandais, Anglais et Français essayent d'établir des comptoirs sur l'île au cours de la première moitié du XVIIe siècle, mais rencontrent une forte opposition de la part des habitants caraïbes.
Le premier campement européen sur Sainte-Lucie est installé par les Pays-Bas vers 1600 à l'emplacement actuel de Vieux Fort mais il disparaît rapidement. En 1605, l'Olive Branch, un vaisseau anglais se dirigeant vers le Guyana, est dévié sur l'île et 67 colons débutent un campement : cinq semaines plus tard, du fait des maladies et des conflits avec les Caraïbes, ils ne sont plus que 19 et quittent l'île.
Dans les siècles suivants, l'île est disputée à de nombreuses reprises entre Anglais et les Français notamment au regard de l'importance stratégique du port naturel à Castries et de sa situation géographique entre Barbade et Martinique:

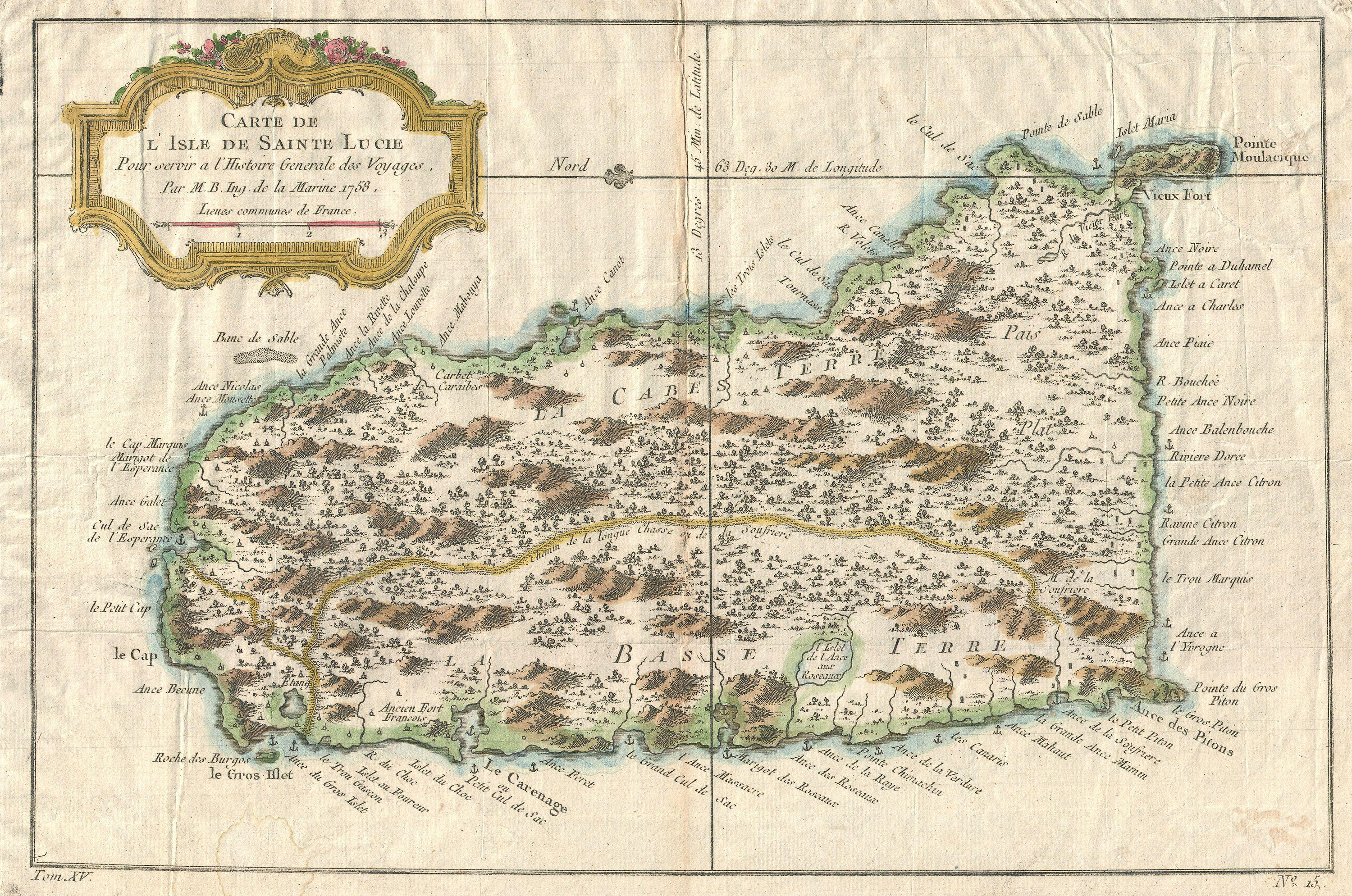
Carte de 1758, par Jacques-Nicolas Bellin.

- 1605 : Premier essai anglais de colonisation.
- 1635 : Revendication officielle de possession de l'île par les Français .
- 1638-1639 : Nouvel essai anglais d'implantation mais le campement est détruit par les Caraïbes.
- 1651 : Première installation française organisée depuis la Martinique et commandée par Louis de Kerengoan, sieur de Rousselan, qui contrôle l'île jusqu'à sa mort en 1654.
- 1660 : Traité franco–indiens caraïbes.
- 1664 : Philipp Warner, fils de Thomas Warner, gouverneur de Saint-Kitt-et-Nevis, revendique Sainte-Lucie pour le compte de l'Angleterre. Il apporte 1 000 hommes pour défendre l'île contre les Français ; après deux ans, il n'en reste plus que 89, la plupart étant morts de maladies.
- 1667 : traité de Bréda qui rend l’île aux Français.
- 1674 : Colonie de la couronne française désormais rattachée à la Martinique.
- 1718 : Attribution personnelle de l’île au Maréchal d’Estrée par Louis XIV. (A corriger : Louis XIV était mort depuis trois ans !)
- 1722 : Attribution de l’île à l'amiral George Rodney et au duc de Montague par le roi d'Angleterre George Ier mais cette nouvelle tentative est combattue par les Français.
- 1723 : Territoire neutre par accord entre l'Angleterre et la France.
- 1743 : Reprise de l’île par  les Français qui la conservent jusqu'au traité d'Aix-la-Chapelle de 1748,Prise de Sainte-Lucie par les Britanniques (1762)

Prise de Sainte-Lucie par les Britanniques (1762)

- 1748 : Traité d'Aix-la-Chapelle qui restitue à Sainte-Lucie sa neutralité formelle.
- 1756 : Colonie française.
- 1762 : reprise de l’île par l'amiral anglais George Rodney et le général anglais Robert Monckton
- 1763 : Restitution de l’île à la France au terme du traité de Paris. Développement des plantations de coton et de canne à sucre notamment sous l’impulsion de colons français, venus de Saint-Vincent et de la Grenade, déportant des esclaves de Martinique.

L'industrie du sucre se développe à partir de 1765, provoquant un afflux de colons et une augmentation des conflits avec les Caraïbes.

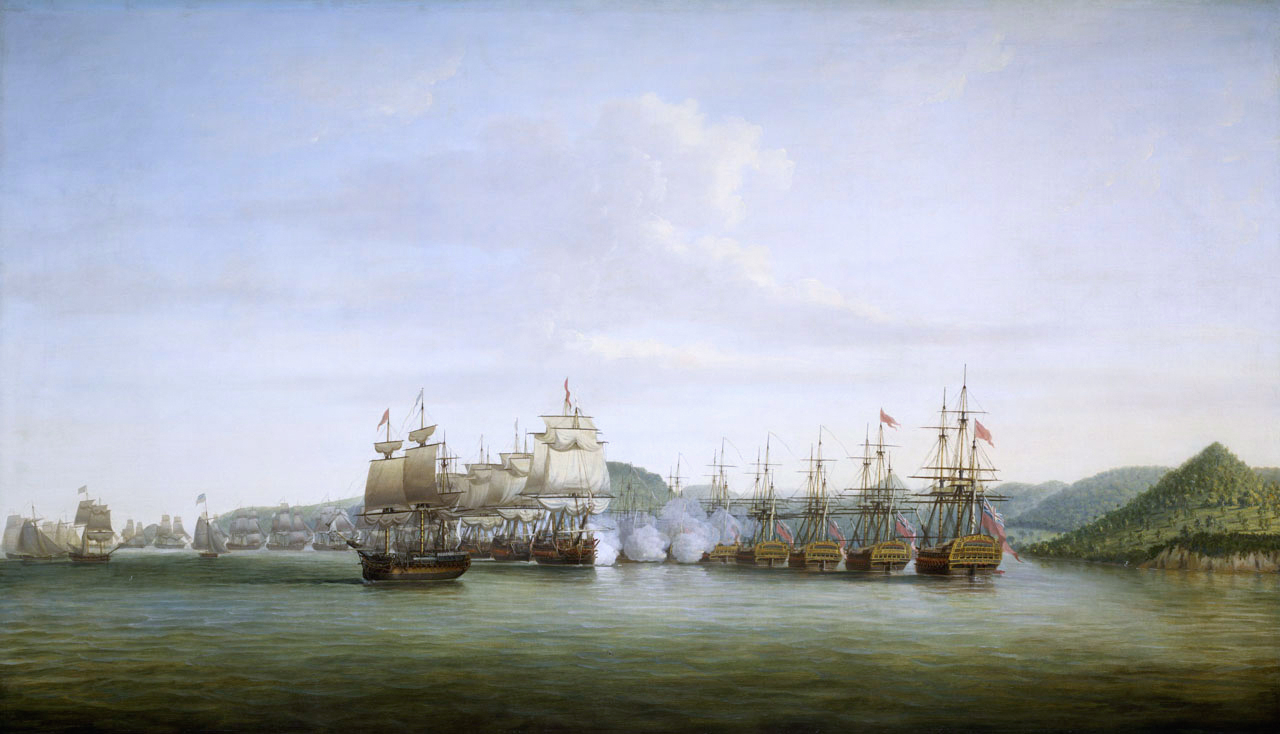
Bataille de Sainte-Lucie (1778)

- Bataille de Sainte-Lucie (1778)1778 : La bataille de Sainte-Lucie a lieu le 15 décembre 1778 entre les forces françaises et britanniques, lors de la guerre d'indépendance des États-Unis. L'île repasse sous le contrôle des Britanniques qui utilisent ses ports comme base navale.
- 1783 : Le traité de Versailles restitue Sainte-Lucie à la France.
- Pendant la Révolution française, un tribunal révolutionnaire est instauré sur l'île sous l'impulsion du capitaine La Crosse ; des royalistes sont exécutés.
- En 1793, Flore Gaillard, esclave marronne, anime une Armée française des bois, jusqu'à la bataille de Rabot de juin 1795 (cette histoire oubliée est évoquée dans le roman Ormerod d'Édouard Glissant).
- 1794 : Débarquement de troupes britanniques venant appuyer les colons contre-révolutionnaires.

En application de l'abolition de l'esclavage proclamée par la Convention montagnarde, le gouverneur français Gaspard Goyrand, en 1794, déclare libres tous les esclaves de l'île. Cette décision, et le débarquement d’un corps expéditionnaire républicain visant à disputer l'île aux Anglais, renforce la révolte d’esclaves contre les colons esclavagistes et pro-anglais. Le héros abolitionniste Louis Delgrès s'illustre à la bataille du morne Rabot.

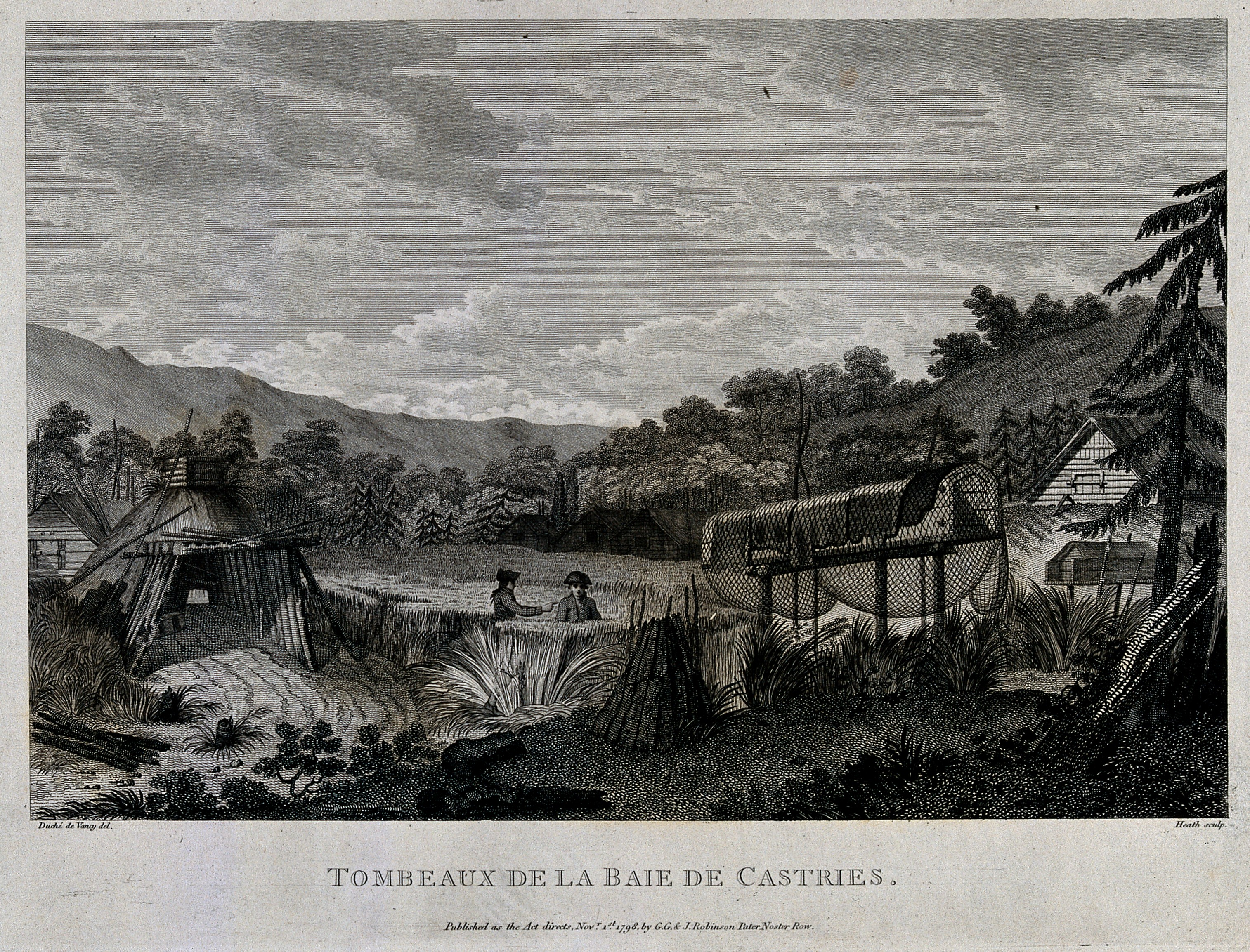
Tombeaux dans la baie de Castries.

- 1796 : Castries est brûlée lors d'une bataille menée par les forces britanniques contre les esclaves et les républicains français. L'occupation britannique qui en résulte conduit au rétablissement de l'esclavage.
- 1801-1802 : Au terme du traité d’Amiens, restitution formelle à la France.
- 1803-1814 : (a compléter)
- 1814 : Attribution de l'île au Royaume-Uni selon le traité de Paris.

## Territoire sous contrôle britannique (1803-1979)

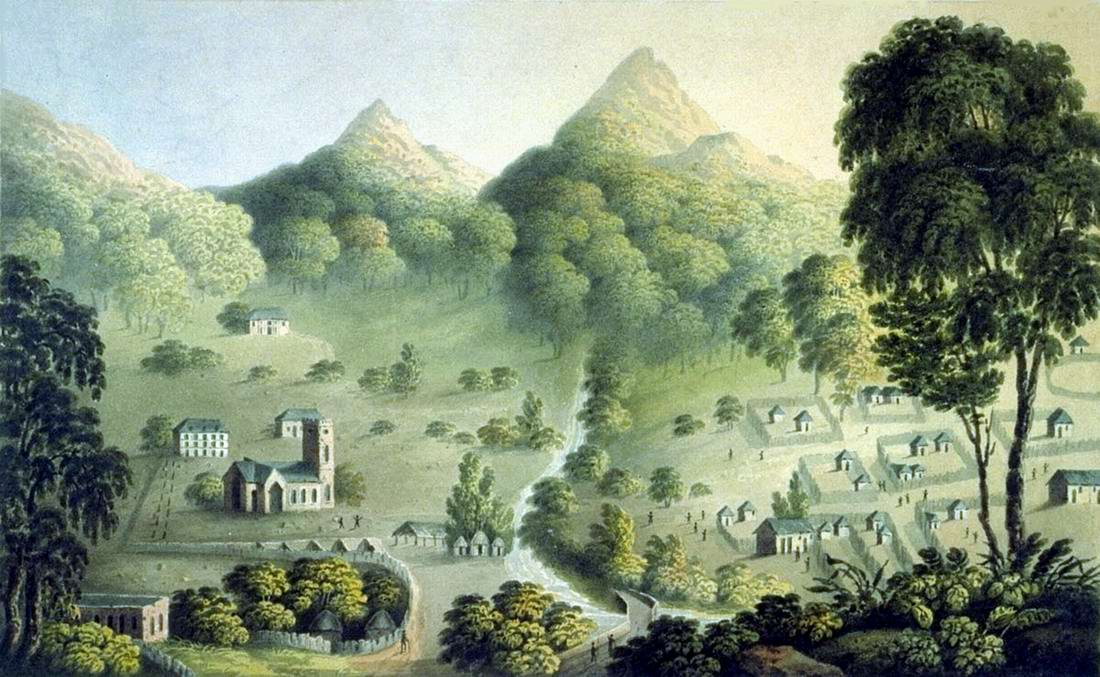
Une plantation de Sainte-Lucie avec son quartier des esclaves (à droite), vers 1830.

La France cède définitivement Sainte-Lucie au Royaume-Uni en 1814 par le traité de Paris. L'esclavage est aboli dans l'île en 1834, mais tous les esclaves sont alors contraints de subir une période d'apprentissage de quatre ans où ils sont obligés de travailler gratuitement pour leurs anciens maîtres pour au moins les trois quarts de la semaine.

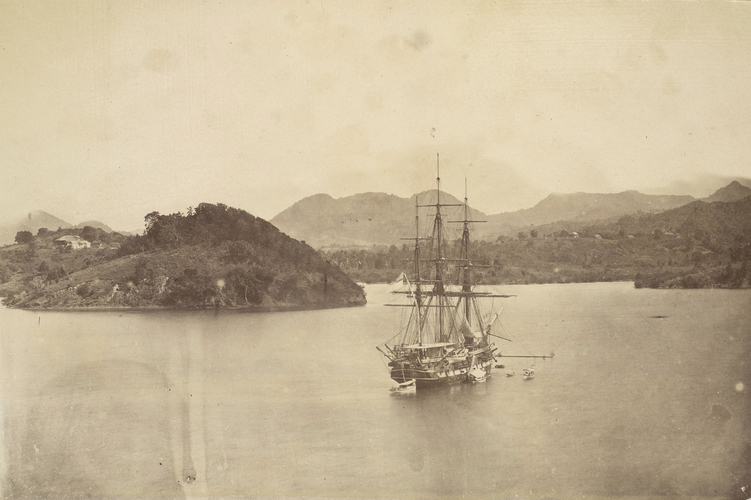
Dernier voyage du navire Eurydice (1878).

En 1833, lors de l'abolition de l'esclavage par le Royaume-Uni, Sainte-Lucie compte plus de 13 000 esclaves noirs, 2 600 Noirs affranchis et 2 300 Blancs.
En 1838, Sainte-Lucie est incorporée dans l'administration britannique des îles du Vent, dirigée depuis la Barbade (puis depuis la Grenade à partir de 1885).

### Années 1900: fédération (1958), gouvernement local (1967) et indépendance (1979)

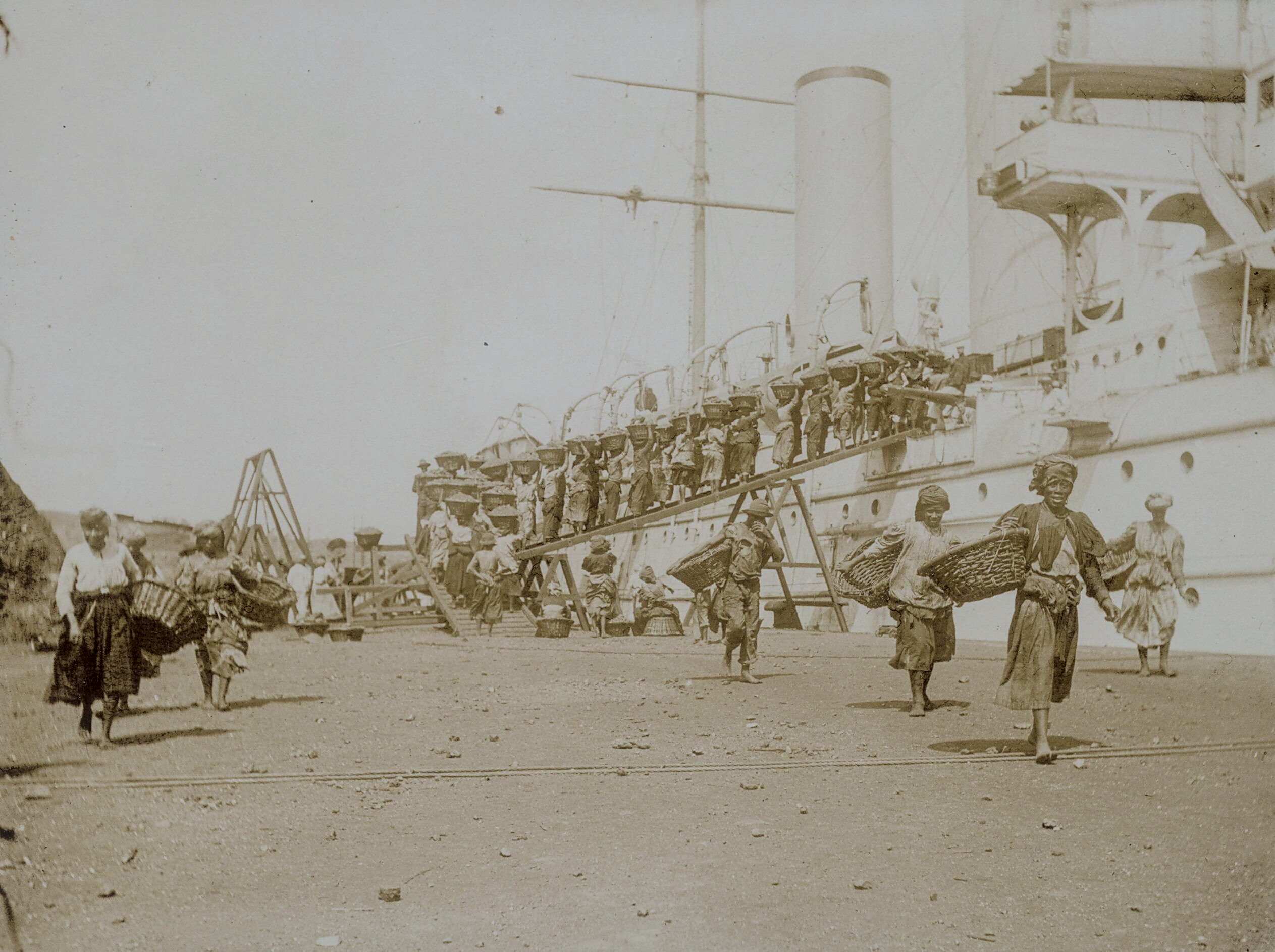
Scène de port (1899).

En 1924, Sainte-Lucie reçoit sa première forme de gouvernement représentatif, lorsqu'une minorité de membres élus rejoignent le conseil législatif, dont tous les membres étaient précédemment nommés. Le suffrage universel est introduit en 1951. Un gouvernement ministériel est introduit en 1956.
Du 19 au 20 juin 1948, un violent incendie détruit les 4/5 eme de la capitale Castries, sans faire de morts.
En 1958, Sainte-Lucie rejoint la fédération des Indes occidentales, une dépendance semi-autonome du Royaume-Uni. Cette fédération s'effondre en 1962, à la suite du retrait de la Jamaïque et une deuxième fédération plus petite est alors brièvement tentée. Après ce deuxième échec, le Royaume-Uni et six îles des Antilles, dont Sainte-Lucie, développent une nouvelle forme de coopération nommée État associé.
En tant qu'État associé du Royaume-Uni de 1967 à 1979, Sainte-Lucie possède une responsabilité complète pour ses affaires internes, mais laisse ses affaires étrangères et sa défense au Royaume-Uni. L'île obtient son indépendance totale le 22 février 1979.

## Années 2000

### Galerie de dirigeants récents

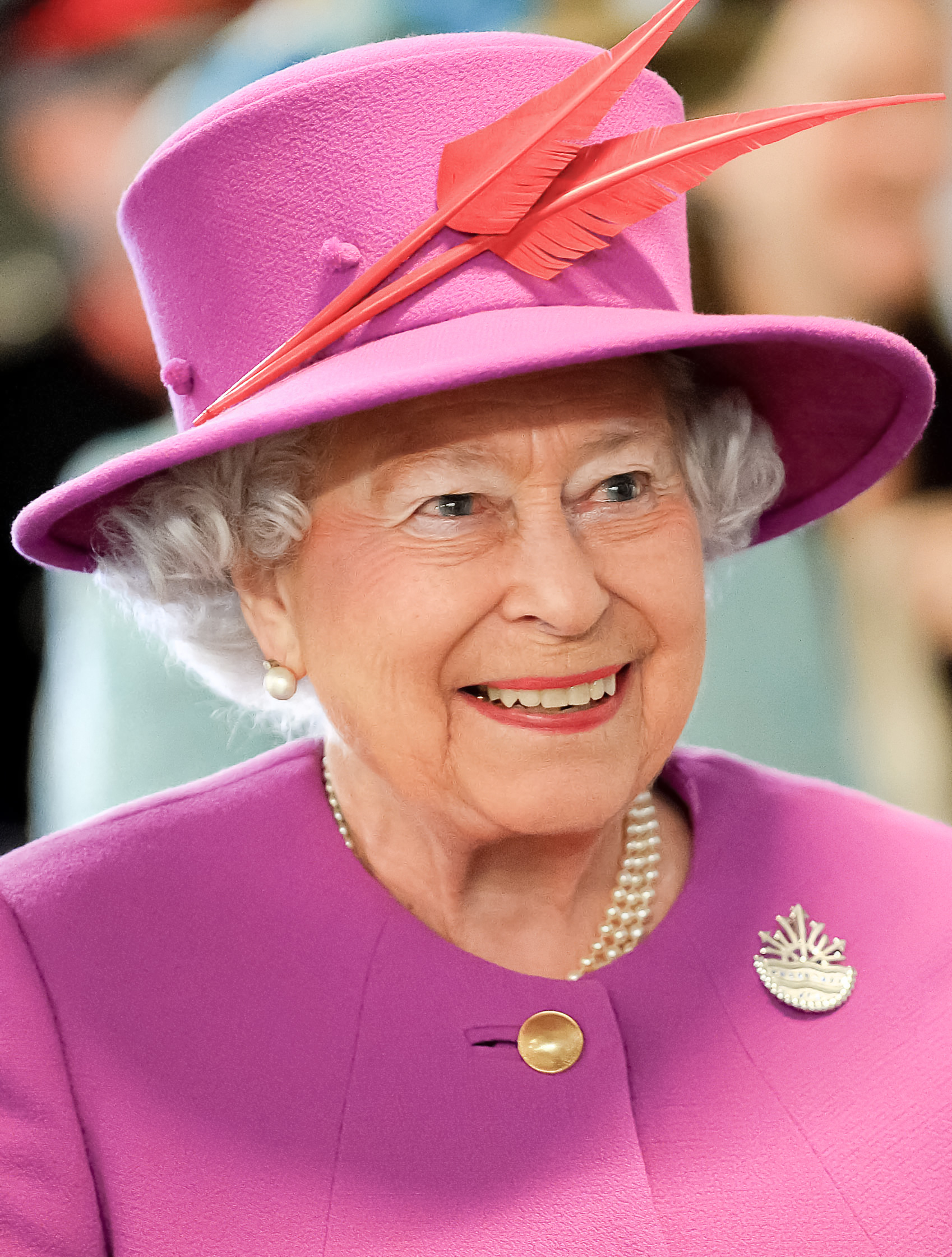
Élisabeth II, reine de Sainte-Lucie (1979-2022)
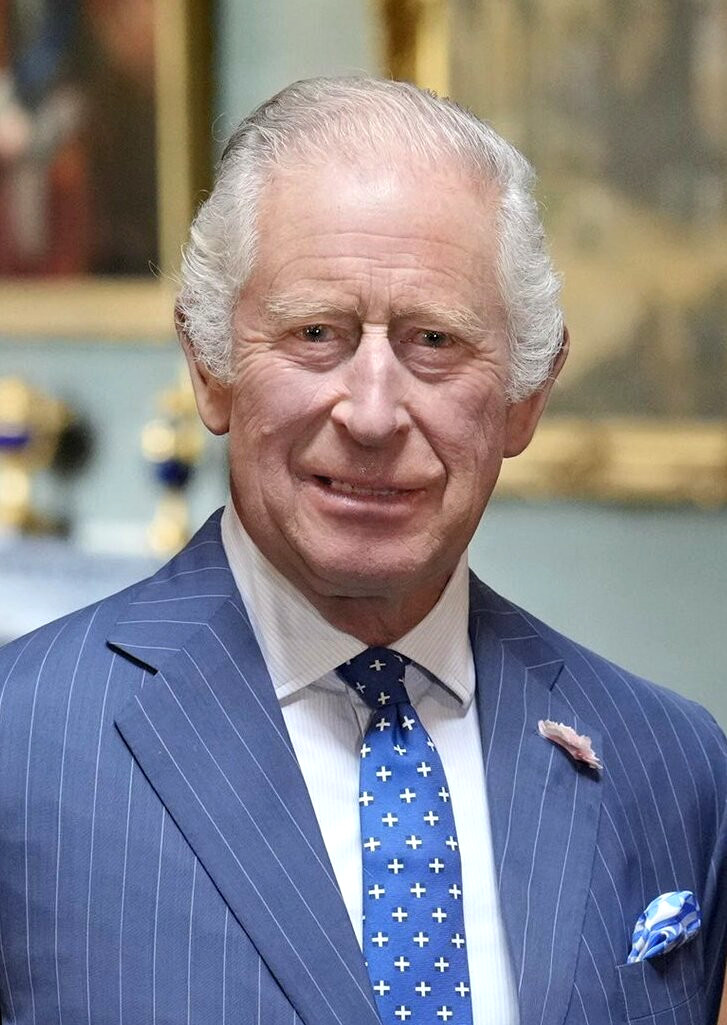
Charles III, roi de Sainte-Lucie (depuis 2022)
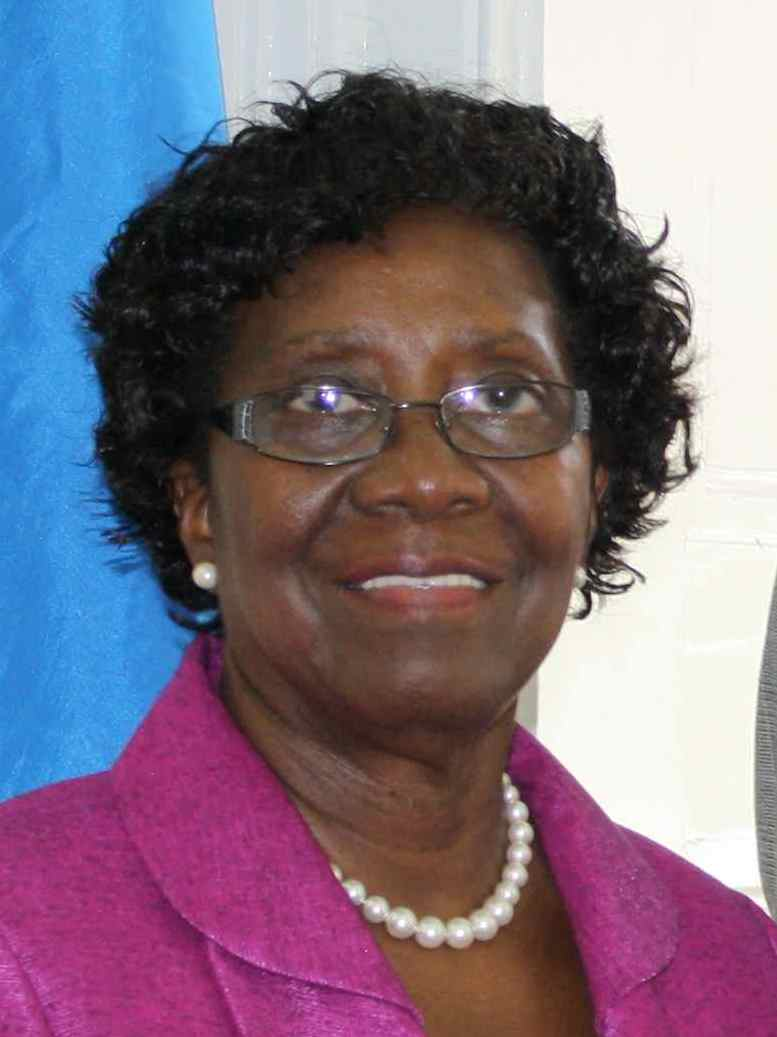
Pearlette Louisy, gouverneure générale (1997-2017)
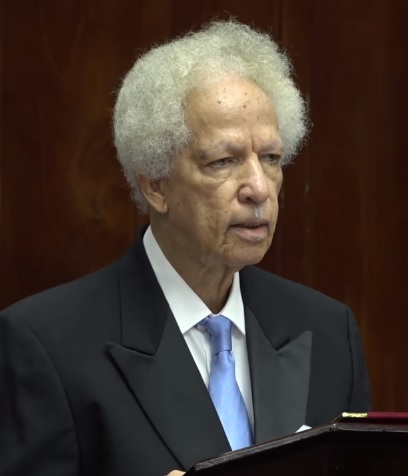
Neville Cenac, gouverneur général (2018-2021)
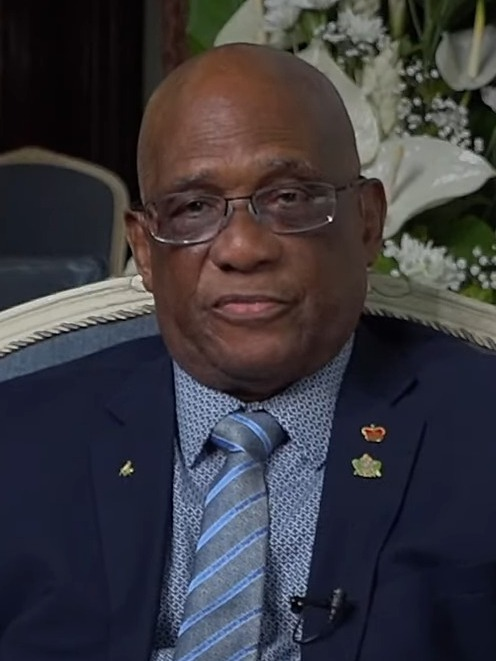
Errol Charles, gouverneur général (depuis 2021)

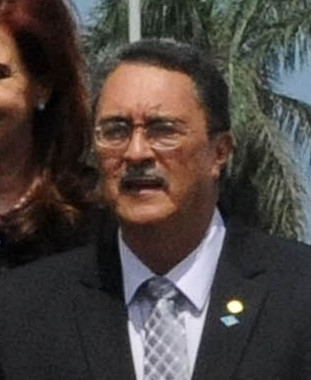
Kenny Anthony, Premier ministre (1997-2006 et 2011-2016)
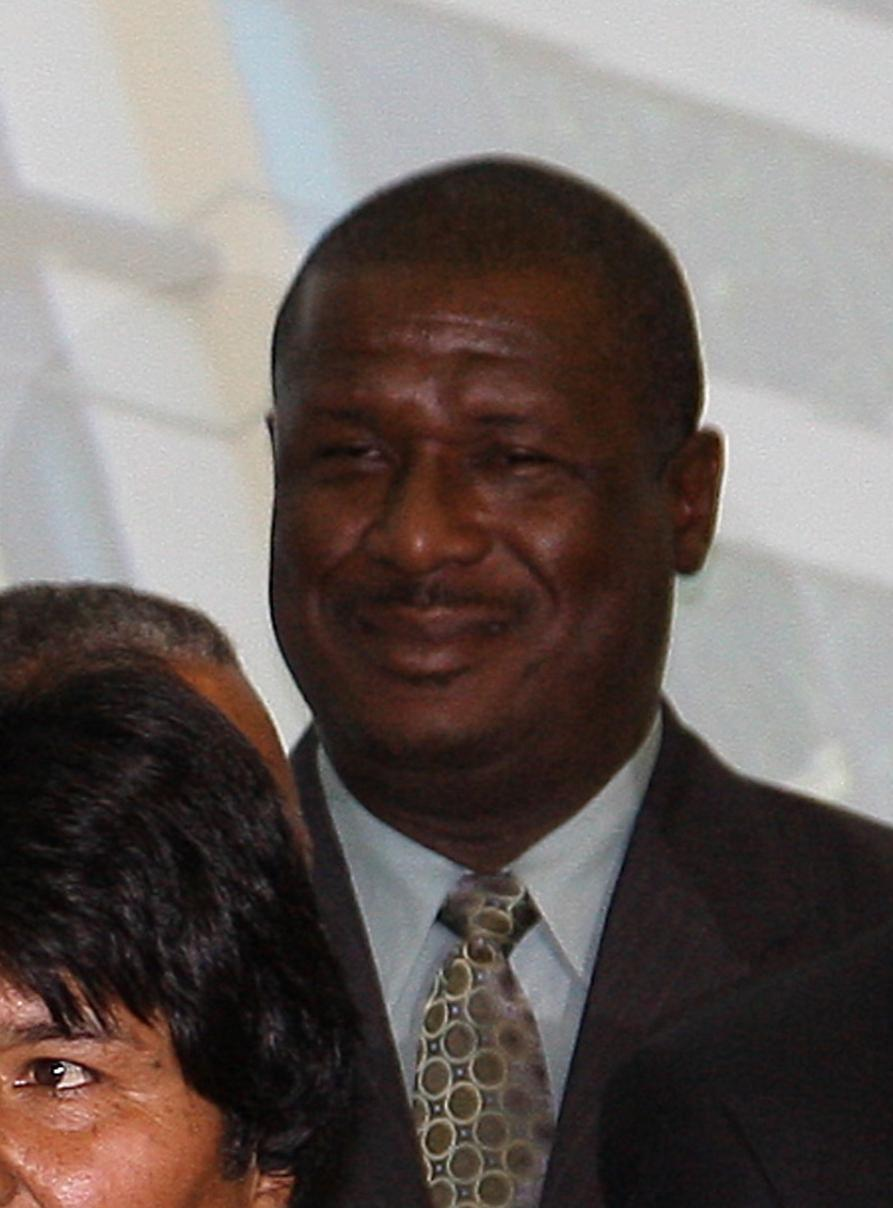
Stephenson King, Premier ministre (2007-2011)
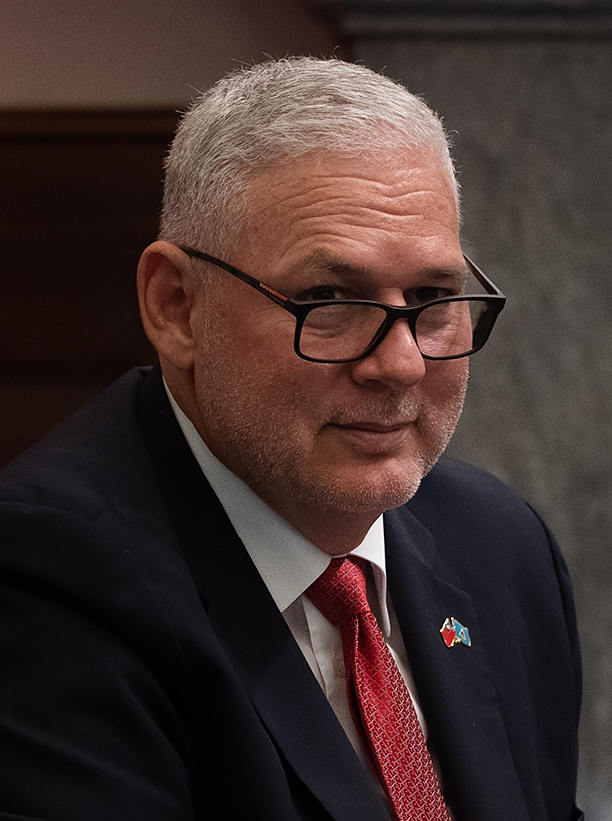
Allen Chastanet, Premier ministre (2016-2021)
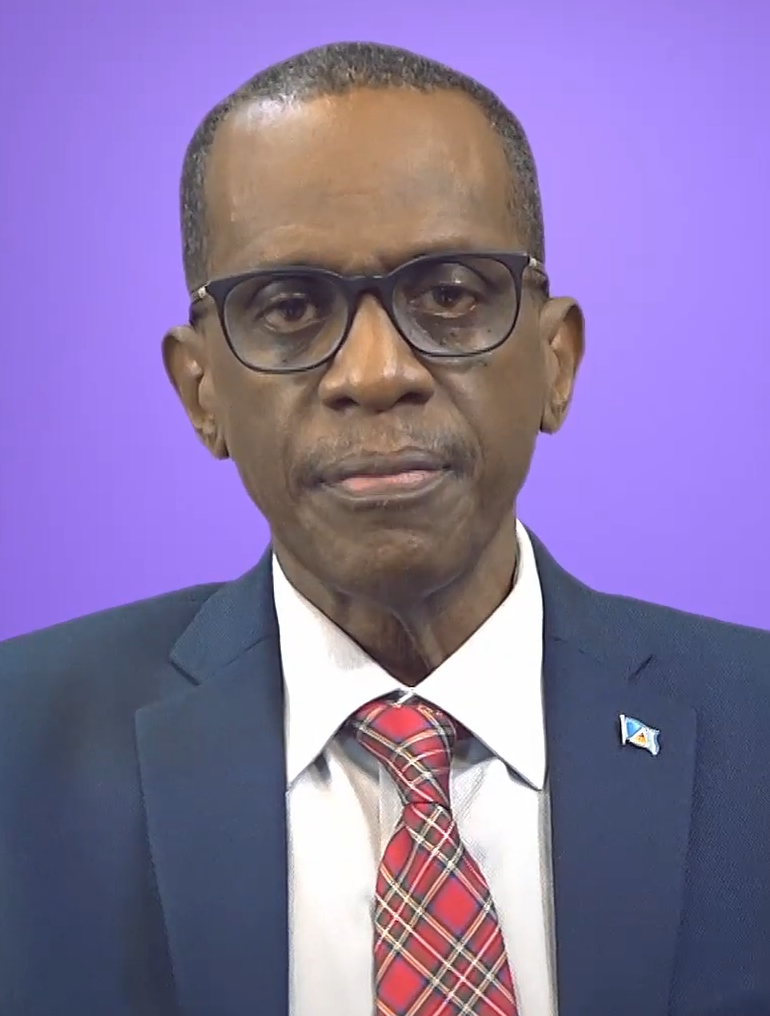
Philip Pierre, Premier ministre (depuis 2021)